# Draško Albijanić
Draško Albijanić (Trebigne, 14 dicembre 1986) è un cestista bosniaco.

## Carriera
Con la Bosnia ed Erzegovina ha disputato i Campionati europei del 2015.

## Palmarès
- Campionato bosniaco: 1

Igokea: 2016-17
- Coppa di Bosnia ed Erzegovina: 1

Igokea: 2017